# Fanny Hill (album)
Fanny Hill – trzeci album zespołu Fanny, wydany w 1972 roku przez Reprise Records. Album został ponownie wydany na płycie kompaktowej w 2015 roku przez wytwórnię Real Gone Music. Przez wielu krytyków album jest uznawany jako najlepszy w historii zespołu.

## Kompozycja
Na "Fanny Hill” znajduje się 10 utworów zarówno w stylu typowo rockowym, jak i pop rockowym z domieszką psychodelii, oraz ballady. Grupa wykonała także covery: "Hey Bulldog" zespołu The Beatles oraz "Ain't That Peculiar" Marvina Gaye'a, który to utwór osiągnął 85. miejsce amerykańskiej listy przebojów Billboard Hot 100. Sam album znalazł się na 135 pozycji notowania Billboard 200 na okres sześciu tygodni.

## Recenzje
Mike Saunders z magazynu Rolling Stone napisał w swoim przeglądzie Fanny Hill z dnia 13 kwietnia 1972: "Gitarowa gra June Millington jest znakomita, jednakowo funkcjonalna przy obu technikach - prowadzącej i rytmicznej - i w zasadzie to jest typowe jedynie dla Fanny i ich gry na albumie, który pełny jest melodyjnych zagrywek dokładnie wtedy, kiedy są potrzebne... Niewiele jest grup, które potrafią tak silnie pokazać swoją sympatię do muzyki takim albumem, po prostu z czystej muzycznej wylewności, tak jak robi to Fanny."

## Lista utworów
| Nr  | Tytuł utworu               | Autorzy                                                 | Długość |
| --- | -------------------------- | ------------------------------------------------------- | ------- |
| 1.  | „Ain't That Peculiar”      | Smokey Robinson, Bobby Rogers, Pete Moore, Marv Tarplin | 4:05    |
| 2.  | „Knock On My Door”         | Nickey Barclay                                          | 3:20    |
| 3.  | „Blind Alley”              | Alice de Buhr, Barclay                                  | 4:15    |
| 4.  | „You've Got A Home”        | June Millington                                         | 3:50    |
| 5.  | „Wonderful Feeling”        | Jean Millington                                         | 3:19    |
| 6.  | „Borrowed Time”            | Barclay                                                 | 3:25    |
| 7.  | „Hey Bulldog”              | John Lennon, Paul McCartney                             | 3:56    |
| 8.  | „Think About The Children” | June Millington                                         | 4:02    |
| 9.  | „Rock Bottom Blues”        | June & Jean Millington, Barclay, de Buhr                | 3:07    |
| 10. | „Sound And The Fury”       | June Millington                                         | 3:05    |
| 11. | „The First Time”           | Barclay                                                 | 4:49    |
|     |                            |                                                         | 41:13   |

Utworzono na podstawie materiału źródłowego.

## Wykonawcy

### Fanny
- Jean Millington - śpiew (utwory 2, 5), wokal wspomagający (utwór 3), gitara basowa
- June Millington - śpiew (utwory 1, 4, 7, 8, 10), gitara elektryczna, gitara slide (utwory 1, 4), gitara akustyczna (utwór 4), klarnet (utwór 7)
- Nickey Barclay - śpiew (utwór 3, 6, 7, 11), wokal wspomagający (utwór 8), keyboard/pianino/organy
- Alice de Buhr - śpiew (utwór 9), perkusja

### Muzycy sesyjni
- Bobby Keys - saksofon (utwór 1, 6, 8)
- Jim Price - trąbka (utwór 6, 8, 11)